# 아비코시
아비코시(일본어: 我孫子市)는 일본 지바현 북서부에 있는 시이다.

## 역사
구석기 시대부터 인류가 살았던 흔적이 확인되었다. 에도 시대에는 도네강의 수운이 융성하였고, 미토 가도 연선에 아비코 숙소가 생김에 따라 교통의 요충지로 크게 발전한다. 메이지 시대에 들어서 철도나 자동차, 기선 등 교통이 발달함에 따라 도네강의 수운은 쇠퇴했지만 JR 조반선, 나리타선의 개통으로 주택 지역으로 인구가 증가했다.
- 1889년 5월 - 정촌제 시행으로 미나미소마군 아비코정, 고호쿠촌, 후사정이 탄생하였다.
- 1897년 4월 - 히가시카쓰시카군이 미나미소마군을 편입하였다.
- 1955년 4월 - 아비코정, 고호쿠촌, 후사정이 합병해 새 아비코정이 탄생하였다.
- 1970년 7월 - 시로 승격하여 아비코시가 탄생하였다.

## 인구
| 연도 | 인구    | ±%      |
| ---- | ------- | ------- |
| 1950 | 23,120  | —       |
| 1960 | 27,063  | +17.1%  |
| 1970 | 49,240  | +81.9%  |
| 1980 | 101,061 | +105.2% |
| 1990 | 120,628 | +19.4%  |
| 2000 | 127,733 | +5.9%   |
| 2010 | 134,047 | +4.9%   |

## 지리
지바현 북서부 히가시카쓰시카 지역의 도네강과 데가누마 사이의 해발 약 20m의 완만한 대지에 동서로 약 14km, 남북으로 약 4~6km에 걸쳐 있고, 남동부의 데가누마 기슭과 북서부의 도네강 기슭은 평평한 논이다. 남동쪽은 인자이시, 남서쪽은 데가누마를 사이로 가시와시, 북쪽은 도네강을 사이로 이바라키현 도리데시, 기타소마군 도네정과 접하고 있다. 도쿄에서는 40km 권내에 있다.

### 인접한 자치체
- 가시와시
- 인자이시
- 이바라키현
  - 도리데시
  - 도네정

### 기후
| 아비코시의 기후                                              | 아비코시의 기후 | 아비코시의 기후 | 아비코시의 기후 | 아비코시의 기후 | 아비코시의 기후 | 아비코시의 기후 | 아비코시의 기후 | 아비코시의 기후 | 아비코시의 기후 | 아비코시의 기후 | 아비코시의 기후 | 아비코시의 기후 | 아비코시의 기후 |
| 월                                                           | 1월             | 2월             | 3월             | 4월             | 5월             | 6월             | 7월             | 8월             | 9월             | 10월            | 11월            | 12월            | 연간            |
| ------------------------------------------------------------ | --------------- | --------------- | --------------- | --------------- | --------------- | --------------- | --------------- | --------------- | --------------- | --------------- | --------------- | --------------- | --------------- |
| 역대 최고 기온 °C (°F)                                       | 18.0 (64.4)     | 21.3 (70.3)     | 24.6 (76.3)     | 28.9 (84.0)     | 34.4 (93.9)     | 34.5 (94.1)     | 36.7 (98.1)     | 39.2 (102.6)    | 35.9 (96.6)     | 32.1 (89.8)     | 24.3 (75.7)     | 22.6 (72.7)     | 39.2 (102.6)    |
| 일평균 최고 기온 °C (°F)                                     | 9.0 (48.2)      | 9.8 (49.6)      | 13.8 (56.8)     | 18.4 (65.1)     | 23.7 (74.7)     | 25.7 (78.3)     | 29.8 (85.6)     | 31.5 (88.7)     | 27.3 (81.1)     | 21.6 (70.9)     | 16.3 (61.3)     | 11.1 (52.0)     | 19.8 (67.7)     |
| 일일 평균 기온 °C (°F)                                       | 3.3 (37.9)      | 4.5 (40.1)      | 8.3 (46.9)      | 12.8 (55.0)     | 18.3 (64.9)     | 21.2 (70.2)     | 25.1 (77.2)     | 26.6 (79.9)     | 22.7 (72.9)     | 17.0 (62.6)     | 11.1 (52.0)     | 5.7 (42.3)      | 14.7 (58.5)     |
| 일평균 최저 기온 °C (°F)                                     | −1.7 (28.9)     | −0.3 (31.5)     | 3.2 (37.8)      | 7.6 (45.7)      | 13.6 (56.5)     | 17.6 (63.7)     | 21.8 (71.2)     | 23.1 (73.6)     | 19.2 (66.6)     | 13.2 (55.8)     | 6.6 (43.9)      | 0.9 (33.6)      | 10.4 (50.7)     |
| 역대 최저 기온 °C (°F)                                       | −7.2 (19.0)     | −6.9 (19.6)     | −3.4 (25.9)     | −1.1 (30.0)     | 5.3 (41.5)      | 9.7 (49.5)      | 15.1 (59.2)     | 15.9 (60.6)     | 10.0 (50.0)     | 4.2 (39.6)      | −1.8 (28.8)     | −5.0 (23.0)     | −7.2 (19.0)     |
| 평균 강수량 mm (인치)                                        | 50.5 (1.99)     | 63.5 (2.50)     | 98.4 (3.87)     | 124.9 (4.92)    | 112.3 (4.42)    | 149.9 (5.90)    | 126.2 (4.97)    | 82.5 (3.25)     | 211.6 (8.33)    | 236.4 (9.31)    | 84.3 (3.32)     | 58.4 (2.30)     | 1,398.9 (55.08) |
| 평균 강우일수 (≥ 1.0 mm)                                     | 4.4             | 6.4             | 9.1             | 10.0            | 8.5             | 11.6            | 10.6            | 7.0             | 11.5            | 10.8            | 8.1             | 5.8             | 103.8           |
| 평균 월간 일조시간                                           | 206.9           | 166.1           | 189.1           | 187.0           | 210.9           | 147.9           | 173.5           | 210.6           | 143.4           | 133.9           | 153.6           | 175.6           | 2,098.5         |
| 출처: 일본 기상청 (평년값: 2010년~2020년, 극값: 2010년~현재) |                 |                 |                 |                 |                 |                 |                 |                 |                 |                 |                 |                 |                 |

## 교통

### 철도
- 동일본 여객철도
  - 조반선
  - 나리타선

### 도로
- 국도 6호선
- 국도 294호선
- 국도 356호선